# Lahna Khasrani
Lahna Khasrani ou Lahna Khesrani, née le 6 septembre 1991, à Sidi Aïch, wilaya de Béjaïa, en Algérie, est une athlète spécialiste de la marche.

## Biographie
Lahna Khasrani commence le sport dès son jeune âge, l’athlétisme et surtout la marche athlétique. Malgré le manque d'infrastructures dans son village (Chemini, Sidi Aïch) et le manque de moyens, mais avec son amour pour cette discipline, elle parvient à écrire son nom dans la scène national et international.

## Palmarès
- 2013 : troisième du 10 kilomètres marche aux Championnats panarabes d'athlétisme
- Février 2013 : Médaille d'argent du 10 km marche au Meeting International de Tunis.[réf. nécessaire]
- Avril 2013 : Médaille d'or du 10 km marche des jeux universitaires à Skikda.[réf. nécessaire]
- Juin 2013 : Médaille de bronze du 20 km marche, Grand Prix international de Casablanca[1]
- Avril 2014 : Médaille de bronze du 20 km marche, Coupe d'Algérie à Alger[2],[3].